# Knut Hamsun
Knut Hamsun (Lom, 4 de agosto de 1859 — Grimstad, 19 de fevereiro de 1952) foi um escritor norueguês.
Recebeu o Nobel de Literatura de 1920 devido à sua obra monumental Os Frutos da Terra.

## Biografia
Knut Hamsun nasceu em 1859 em Gudbrandsdalen, na região central da Noruega. Era o quarto filho de Peder Petersen, um habilidoso alfaiate, e Tora (Olsdatter Garmotraedet) Pedersen. Quando Hamsun tinha três anos, a família se mudou para a cidade de Hamarøy, cerca de 150 km a norte do Círculo Polar Ártico. Lá, Peder Petersen tomava conta de uma fazenda cujo dono era seu cunhado Hans Olsen, que tomava conta da biblioteca da vila e de uma agência de postagem. Olsen sofreu uma doença degenerativa e cobrou da família Petersen o dinheiro que estes lhe deviam. Hamsun começou, então, a trabalhar para o tio cuidando da agência de postagem e cortando lenha para pagar o débito. Hamsun chamava o tio de "mensageiro da morte de barba vermelha".
Durante este período, Hamsun se voltou para os livros para aliviar a solidão (seu tio não permitia que ele encontrasse outras crianças). Hamsun quase não teve educação formal (ele apenas frequentou, ocasionalmente, aulas numa escola itinerante). Em 1873, Hamsun foi para Lom, onde trabalhou como aprendiz numa loja. Ele voltou a Hamarøy no ano seguinte e, lá, trabalhou em diversos empregos. Seu primeiro livro de ficção, Den Gaadefulde (1877), surgiu sob o nome de Knut Pedersen Hamsund - ele tinha 18 anos. Em 1884, depois de encontrar Mark Twain e escrever um artigo sobre ele, um erro de impressão comeu o 'd' do final de Hamsund. Hamsun aceitou seu novo nome.
No ano seguinte, Hamsun lecionou numa escola em Vesterålen e publicou seu segundo romance, Bjørger (1878). Com a ajuda financeira de Erasmus Zahl, ele escreveu o romance Frida. Para sua decepção, o livro foi rejeitado em Copenhagen pelo editor Frederik Hegel. Quando solicitou apoio do escritor Bjørnstjerne Bjørnson (1832-1910), este o aconselhou a seguir carreira como ator. Em 1878, Hamsun se mudou para a Christiania (agora Oslo), onde viveu na miséria (seu romance mais conhecido - Fome - é ambientado nesta cidade). Por algum tempo ele trabalhou na construção de uma rodovia. Entre 1882 e 1884, ele vagou pelos EUA. Voltando a Oslo, Hamsun continuou com sua carreira literária sem muito sucesso.
Em 1886, voltou aos EUA e lá ficou até 1888. Durante esse período, trabalhou como condutor de bonde em Chicago, trabalhador de granja em Dakota do Norte e deu palestras em Mineápolis. Hamsun era considerado excêntrico pelos imigrantes Noruegueses, mas Kristofer Janson, pastor unitariano e escritor, permitiu que Hamsun desfrutasse de sua rica biblioteca. Dessa viagem nasceu Fra Det Moderne Amerikas Andsliv (1889), uma descrição satírica da América e sua vida cultural.

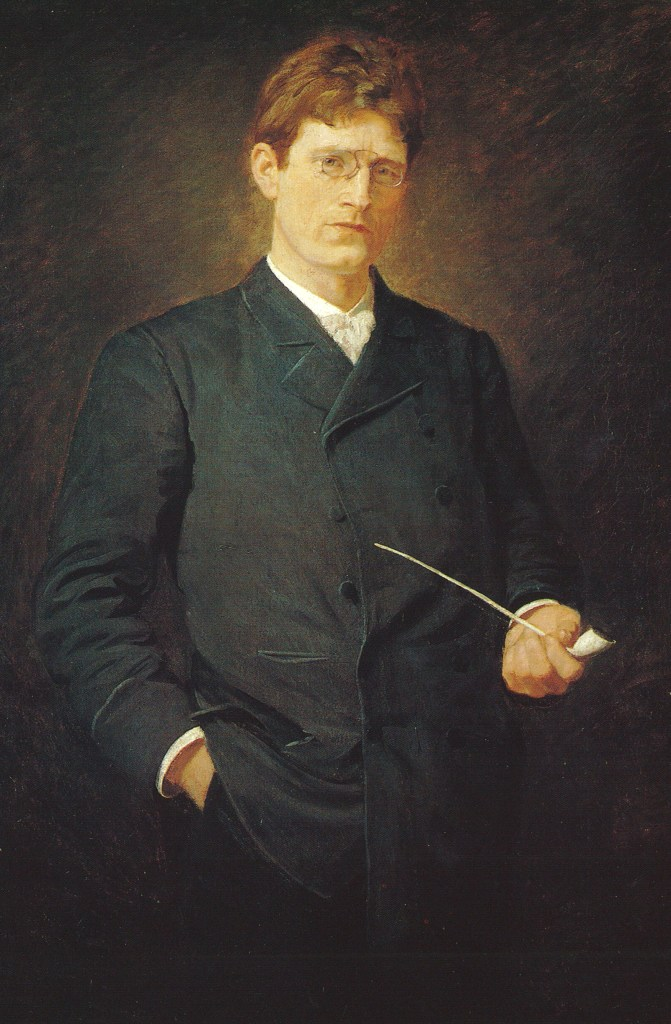
Hamsun pintado por Alfredo Andersen.

Hamsun conquistou sucesso em 1890 com Sult (Fome, em português), uma história sobre um jovem escritor sem teto, incapaz de arranjar trabalho e morrendo de fome vagando pelas ruas da Christiania. Apesar de suas roupas estarem em farrapos e de sua aparência famélica, ele consegue manter sua dignidade e seu toco de lápis. O narrador vaga pelas ruas da cidade e eventualmente tem seus artigos publicados por jornais locais. Perdendo tufos de cabelos e incapaz de manter no estômago suas refeições duramente conseguidas, ele pega uma vaga como marujo num navio russo a caminho da Inglaterra.
O romance se torna conhecido, o que coloca Hamsun como um escritor de prestígio. Encorajado pelo recente sucesso, ele critica em suas palestras escritores renomados como Henrik Ibsen e Leon Tolstoy. Mysterier (1892) é um livro exuberante mas confuso, caótico, cheio de obscuro simbolismo. Pan (1894), escrito como se fosse um diário de um caçador, é uma história panteísta sobre a fuga da civilização urbana. Hamsun escreveu o romance durante os anos em que esteve em Paris (1893-1895).
Victoria (1898) é uma história de amor escrita no início de sua vida conjugal com Bergljot Gopfertin. Hamsun deu à sua filha, nascida em 1902, o nome de Victoria. Durante a primeira década do século XX, Hamsun viveu na Finlândia, onde escreveu uma longa peça para teatro. Sua vida social ativa e o alto consumo de bebidas com artistas finlandeses acabaram por cansar sua mulher. Depois do divórcio, em 1906, Hamsun começou a trabalhar no seu livro Under Høsttstæjrnen (1907). Em 1909, Hamsun casou-se com a atriz Marie Andersen; eles tiveram dois casais de filhos. Marie Hamsun, que era 23 anos mais nova que seu marido, descreveu seu casamento nos livros Regnbuen (1953) e Under gullregnen (1959). De acordo com Marie, eles dormiam em camas separadas - Hamsun queria um quarto só para si e precisava de privacidade não só para escrever mas também para ler e fumar cachimbo.
Em 1911, Hamsun deixa os círculos literários urbanos e muda-se para uma fazenda. Depois da publicação de Markens Grøde, Os Frutos da Terra, em 1917, ele se instala em Nørholm, no sul da Noruega. Lá, ele divide seu tempo entre escrever e trabalhar na terra.

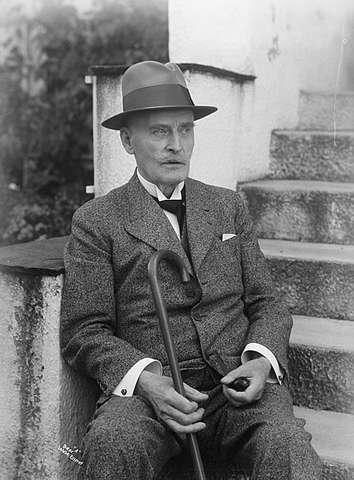
Knut Hamsun em 1936.

Os Frutos da Terra rendeu a Hamsun o Nobel de Literatura. O protagonista é Isak, que vive próximo aos elementos. É um idílio no estilo da poesia pastoral, agitado por um vento vigoroso de lirismo. Tudo parece fácil demais para Isak, o romance não dá qualquer imagem realista do desgaste que o homem vai sofrendo ao longo do tempo, sua imagem é idealizada, embelezada. Embora os sentimentos de Hamsun pela natureza não fossem meramente uma versão norueguesa do Blut und Boden teutônico, suas ideias foram bem recebidas na Alemanha, onde tinha uma grande quantidade de leitores.
No período entre as guerras, Hamsun virou um recluso. No início da década de 1930, ele escreveu Andstrykare (1930), August (1930) e Men Livet Lever (1933). Individualismo e antipatia à cultura ocidental moderna o levaram a apoiar a Alemanha durante a ocupação da Noruega por esta, na Segunda Guerra Mundial. Hamsun não desenvolveu essa atitude da noite para o dia - ele simpatizava com os alemães porque, na Primeira Guerra, a opinião pública da Noruega dava apoio à França e à Grã-Bretanha.
Hamsun nunca se filiou ao partido Nazista Norueguês mas escreveu vários artigos pró-fascistas. Quando encontrou Adolf Hitler e Joseph Goebbels, em 1943, ele deu a Goebbels a medalha que recebeu por ocasião do Prêmio Nobel como prova de estima. Esses encontros inspiraram histórias, nas quais se diz que Hamsun salvava judeus dos nazistas. Entretanto, o jornalista e escritor Arne Tumyr indica, na sua biografia do autor, que essas histórias não eram verdade e que o máximo que Hamsun conseguiu foi enfurecer Hitler com suas queixas sobre a conduta das tropas alemãs na Noruega.
Depois da guerra, Hamsun ficou preso por algum tempo e sua mulher foi presa e condenada a três anos de trabalho forçado. Em 1945, Hamsun foi transferido para uma clínica psiquiátrica em Oslo. De lá, mudou-se para um lar para pessoas idosas em Landvik. Marie foi interrogada e, quando ela revelou detalhes íntimos de seu casamento, Hamsun se negou a vê-la por quatro anos.
Em 1947, Hamsun foi julgado e penalizado por suas opiniões políticas. Ignorando o conselho do advogado, ele negou-se a fingir senilidade e mostrou pouco remorso. Sobre a morte de Hitler ele escreveu: "Ele era um guerreiro, um guerreiro pela humanidade e um profeta da verdade e da justiça para todas as nações." 
De acordo com Harald S. Naess, editor do livro com as correspondências de Hamsun, o autor pretendia divorciar-se de sua mulher. Hamsun lançou em 1949 (ele tinha, então, 90 anos) um livro sobre suas opções políticas e seu ponto de vista em relação ao seu julgamento. O livro vendeu como água, mostrando que seus talentos ainda estavam intactos. Hamsun morreu em Nørholm, no dia 19 de fevereiro de 1952.

## Obras
- O Enigmático, 1877.
- Burgueses, 1878.
- Em tournée, 1886.
- Pecado, 1886.
- Da Vida Intelectual na América Moderna, 1889.
- Fome, 1890.
- Mistérios, 1892.
- Terra Nova, 1893.
- O Redator-chefe, 1893.
- Pã (Brasil)/ Pan (Portugal), 1894.
- Às Portas do Reino, 1895.
- O Jogo da Vida, 1896.
- Siesta, 1897.
- Os Fogos do Poente, 1898.
- Vitória, 1898.
- No País Maravilhoso, 1903.
- A Rainha Tamar, 1903.
- Mata de Corte, 1903.
- O Sonhador, 1904.
- O Monge Vendt, 1904.
- O Coro Selvagem, 1904.
- Vida de Lutas, 1905.
- Sob a Estrela de Outono, 1906.
- Rosa, 1908.
- Benoni, 1908.
- Um vagabundo Toca em Surdina, 1909.
- A Vida Violenta, 1910.
- A Última Alegria, 1912.
- Filhos da Época, 1913.
- A Cidade de Segelfoss, 1915.
- Os Frutos da Terra, 1917.
- A Língua em Perigo, 1918.
- As Mulheres da Bomba, 1920.
- Último Capítulo, 1923.
- Vagabundos, 1927.
- Augusto, o Marinheiro, 1930.
- E a Vida Continua, 1933.
- A Ronda Acabada, 1936.
- Pelos Atalhos Fechados, 1949.